# Morgètes
Les Morgètes (en grec ancien : Μόργητες ; en latin classique : Morgētes, -ǐum) sont un ancien peuple qui habitaient la Lucanie, région historique de l'Italie méridionale correspondant à l'actuelle Basilicate, avant l'arrivée ou l'émergence des Lucaniens.
D'après Pline l'Ancien, les Morgètes auraient d'abord habité la Lucanie et (ou) le Brutium, après les Pélasges et les Œnôtres, mais avant les Grecs et les Lucanes, issus des Samnites. 
D'après Strabon, les Morgètes auraient traversé le détroit de Messine pour s'installer en Sicile, d'abord peuplée d'Ibères au dire d'Éphore. Les Grecs les auraient empêchés de s'établir sur la côte, mais n'auraient pu les empêcher de pénétrer à l'intérieur des terres et de s'y fixer. Ils y auraient fondé Morgantium.
Selon la tradition rapportée par les historiens et géographes de l'Antiquités, les Morgètes, comme les Itales, les Sicules et les Chônes, seraient issus des Œnôtres, peuple originaire, comme les Peucètes, d'Arcadie, région centrale du Péloponnèse.
D'après un fragment d'Antiochus de Syracuse qui nous a été conservé par Denys d'Halicarnasse, les Morgètes étaient une tribu des Œnôtres. En effet, lorsque les Œnôtres eurent Italicus (Ἰταλὸς ; Itǎlus, -i) comme roi, ils furent appelés Itales ; Italus eut Morgès (Μόργης) comme successeur du nom duquel les Itales furent appelés Morgètes ; Morgès reçut Sicelus comme invité et créa un royaume pour celui-ci et divisa les Morgètes ; ceux qui habitaient le royaume de Sicelus prirent le nom de Sicules (Σικελοί ; Sǐcǔli, -ōrum).